# Hindustan Shipyard
Hindustan Shipyard Limited (HSL) est un chantier naval situé à Visakhapatnam, sur la côte est de l’Inde.

## Historique

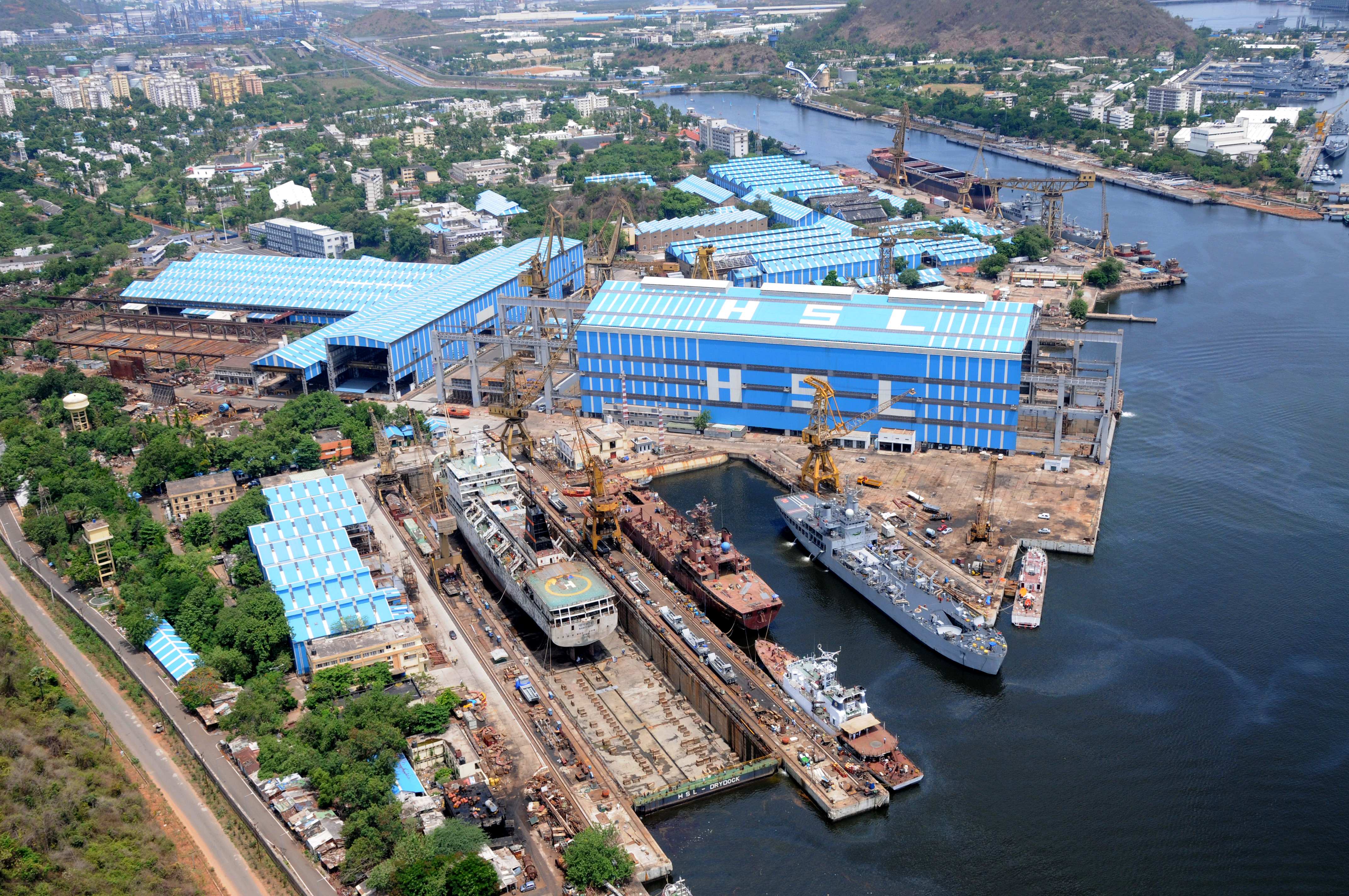
Vue aérienne de HSL.

Fondé sous le nom de Scindia Shipyard, il a été construit par l’industriel Walchand Hirachand dans le cadre de The Scindia Steam Navigation Company Ltd. Walchand choisit Visakhapatnam comme emplacement approprié pour la construction du chantier et il prit possession du terrain en novembre 1940. La première pierre du chantier naval a été posée le 21 juin 1941 par le Dr Rajendra Prasad, qui était à l’époque le président par intérim du Congrès,.
Le premier navire à être entièrement construit en Inde après l’indépendance a été construit au chantier naval de Scindia et nommé Jal Usha. Il a été lancé en 1948 par Jawaharlal Nehru lors d’une cérémonie où les familles de Seth Walchand Hirachnd, feu Narottam Morarjee et Tulsidas Kilachand, les partenaires du chantier naval Scindia, étaient présentes avec d’autres dignitaires et industriels.
Walchand mourut en 1953 et le chantier naval de Scindia continua à fonctionner avec succès sous la direction des plus proches parents des fondateurs. Cependant, en 1961, le chantier naval a été nationalisé et rebaptisé Hindustan Shipyard Limited (HSL).
En 2010, HSL a été transférée du ministère de la Marine au ministère de la Défense. Le chantier a joué un rôle essentiel dans le développement du sous-marin nucléaire de classe Arihant.

## Installations
Le chantier naval est relativement compact et occupe 46,2 hectares (0,462 km2). Il est équipé de machines de découpe plasma, d’installations de traitement et de soudage de l’acier, d’équipements de manutention, de grues, d’installations de logistique et de stockage. Il dispose également d’installations d’essai et de mesure.
Il dispose d’un quai de construction couvert pour la construction de navires jusqu’à 80000 tonnes. Il y a trois cales de halage et une jetée d’aménagement de 550 m.
HSL dispose d’une cale sèche, d’un bassin à flot et d’un delphin de réparation pour la réparation et la modernisation des navires et des sous-marins.

## Navires
En 2009, plus de 192 navires avaient été construits à HSL et le chantier naval avait réparé près de 2000 navires. Il construit des vraquiers, des patrouilleurs hauturiers, des navires d’arpentage, des navires de forage, des plates-formes offshores et des navires de réparation et de soutien.
HSL effectue également des révisions majeures des sous-marins de la marine indienne et est équipé pour construire des sous-marins à propulsion nucléaire. Cependant, le chantier naval a une histoire de longs carénages. Les sous-marins INS Vela, INS Vagli et INS Sindhukirti ont chacun passé près de 10 ans pour un seul carénage à HSL. Alors qu’un chantier naval russe déployait 200 travailleurs en trois équipes pour terminer le carénage en deux ans, HSL n’a déployé que 50 travailleurs pour travailler sur le Sindhukirti.